# جانينا هيلر
جانينا هيلر (بالألمانية: Janina Hiller)‏ هي لاعبة جمباز بهلوانية ‏ ألمانية، ولدت في 18 مارس 1988.